# Sphenomorphus scotophilus
Espèce
Synonymes
- Lygosoma scotophilum Boulenger, 1900
- Lygosoma floweri Laidlaw, 1901

Sphenomorphus scotophilus est une espèce de sauriens de la famille des Scincidae.

## Répartition
Cette espèce se rencontre :
- en Malaisie péninsulaire dans l’État du Perak ainsi que dans les îles de Tioman, de Rumpia et de Penang ;
- en Thaïlande dans la province de Trang ainsi que dans les îles Similan dans la province de Phang Nga ;
- en Indonésie sur l'île de Sumatra.

## Publication originale
- Boulenger, 1900 : Description of a new lizard from the Batu Caves, Selangor. Journal of the Bombay Natural History Society, vol. 13, p. 335 (texte intégral).